# ゴールデンボンバー (バンド)
ゴールデンボンバー（英語: GOLDEN BOMBER）は、日本のヴィジュアル系エアーバンド。所属事務所はユークリッド・エージェンシー。レーベルはZany Zap（ユークリッド・ミュージックエンターテイメント傘下）。愛称は「金爆」（きんばく）。

## 概要
2004年に鬼龍院翔（きりゅういんしょう、Vo-karu）と、喜矢武豊（きゃんゆたか、Gita-）を中心に結成された。
エアーバンドであるため、基本的にボーカル以外のメンバーは、楽曲に合わせ当て振りをしている。それ以外に、メンバーそれぞれが様々なパフォーマンスを行う。ライブでは稀に楽器を演奏することもある。
鬼龍院自身は独力での楽曲制作を好むが、ステージでの見栄えという観点からバンドの利点を見出している。喜矢武と樽美酒研二（だるびっしゅけんじ、Doramu）はゴールデンボンバーが鬼龍院のものであると認識している。
ほぼ全楽曲の、作詞・作曲・編曲を鬼龍院が手掛ける。編曲はeversetのギタリストであるtatsuo、および一部の楽曲はコンポーザーのDJ Massと共同で行う。音源楽曲の演奏は、メンバーではなくtatsuoによるものである。事務所へ所属する以前のライブでは、鬼龍院が作成する音源を録音したCD-Rを再生していた。所属後は鬼龍院の提供するMIDI音源に基づき、tatsuoが楽器を演奏して音質向上をはかっている。
様々なミュージシャンがレコーディングに参加しており、Leda（DELUHI）、shuji（Janne Da Arc）、SHUSE（La'cryma Christi）などが挙げられる。
2013年、楽曲「女々しくて」でオリコンカラオケランキング49週連続1位を獲得し、新記録を樹立。連続1位記録はその後、同年8月26日付の51週まで継続した。また2014年にはJASRAC賞金賞をインディーズ作品として初受賞した。
バンドとしてはライブ活動に注力しており、鬼龍院の作る大枠に基づき構成を決めている。単独ライブでは特にきわどいパフォーマンスをみせ、卑猥な発言や男性器、屁などを強調している。視聴者を楽しませるため、自分たちが好む体を張った笑いをパフォーマンスとしてライブへ頻繁に導入している。
一方、第63回NHK紅白歌合戦のリハーサルでは、発言が原因となりプロデューサーから苦言を呈されたこともある。
進行はMCでネタを振り、ギターソロでそのネタを踏襲するという手法が取られている。また、ヴィジュアル系の耽美な世界観からは乖離しているものの、パフォーマンス自体は同ジャンルのパロディとなっているものもある。のちに交友関係となるミュージシャンのDAIGOは、バンドを知った経緯を自身の写真の無断使用と述べている。
過去にヴィジュアル系音楽のラジオ番組などを担当したDJの浅井博章は、ゴールデンボンバーがなぜ一般層に受けいれられたか分からないと述べている。音楽プロデューサーの伊藤涼はヒットの背景に、新しく音楽を聴く世代にとっての音楽のゲーム化を指摘している。
バンドのロゴはフジテレビ『ゴールデン洋画劇場』のものと酷似しており、鬼龍院自身もブログで言及している。
キャッチコピーは「笑撃のライブパフォーマンスと、奇才・鬼龍院翔の創り出すクオリティーの高い楽曲で注目の究極のエアーバンド」。コンセプトは「ハイパー・ギガ・ハイブリッド・スーパー・サブカル・ビジュアル・ロック」。
楽曲のミュージックビデオは「女々しくて」をはじめ、今村繁が担当している。

## 来歴

### 黎明期

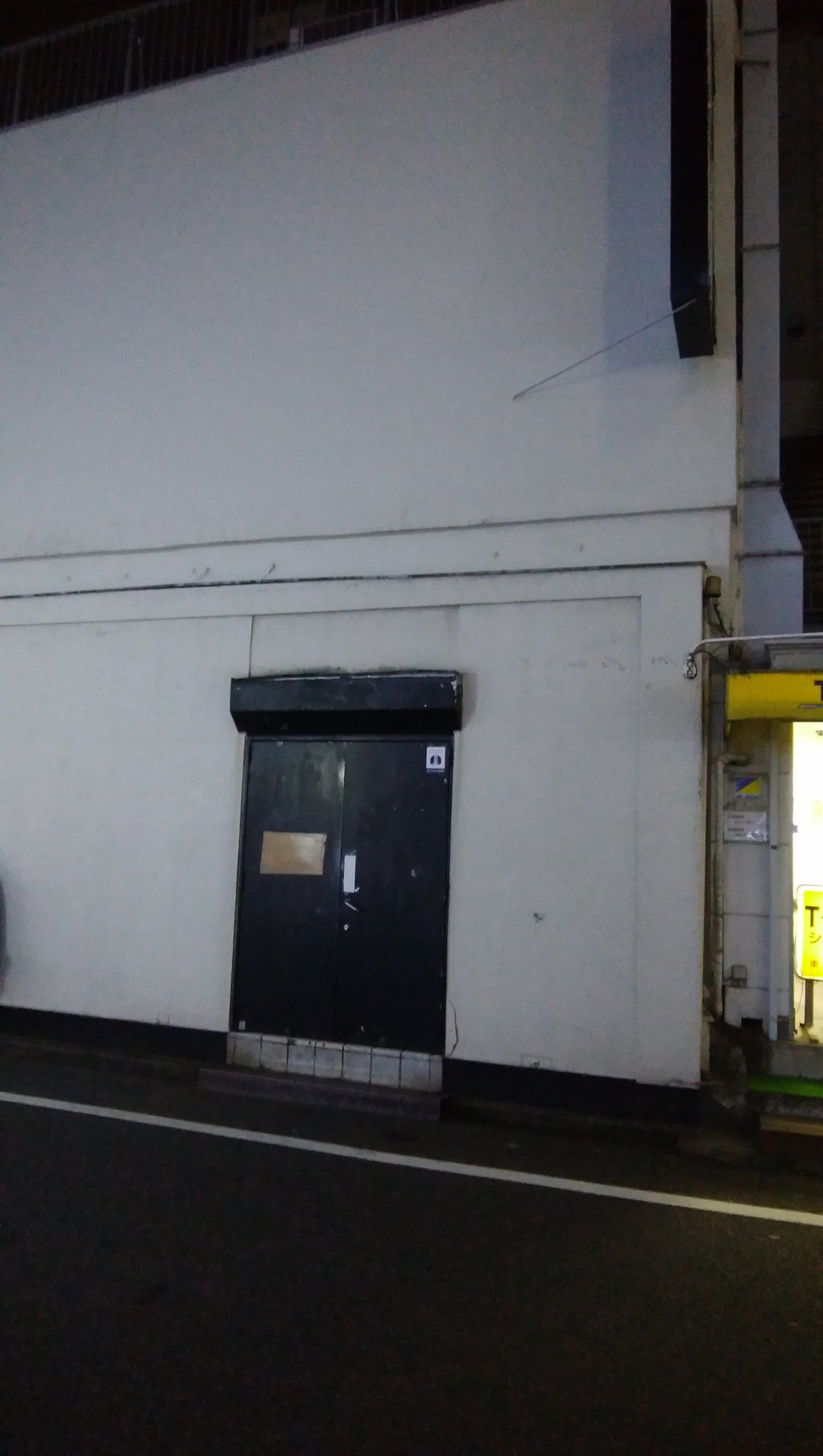
かつてライブを開催していた池袋サイバー。

2004年、高校時代の友人らと共に、のちのゴールデンボンバーの前身となるバンド「ニャーん」を結成（鬼龍院と喜矢武がベース、キーボード、ドラムを担当）。ニャーんはTEENS' MUSIC FESTIVALに出演し、奨励賞を受賞したが、それ以降活動することはなかった。
2004年末、鬼龍院と喜矢武を中心とした3名でパンクバンド「ゴールデンボンバー」を結成。バンド名の由来は、皆で考案中に喜矢武がテーブル上にあった缶コーヒー「ゴールドラッシュ」から着想を得たもので、これが鬼龍院のツボに入ったことがきっかけとなった。結成当初は楽器を演奏している。2005年2月、初ライブを開催。しかし、鬼龍院とベース担当だったメンバーとの間で音楽的嗜好から溝が生じ、4月に解散。喜矢武の説得により、2005年初夏に鬼龍院と喜矢武の二名で再始動し、同年のクリスマスイヴに両者の知人が主催するライブに参加する。このとき、鬼龍院の知り合いであった血祭鉄兵（ちまつり てっぺい）もショルダーキーボードで出演し、それ以降キーボード、ドラムを担当するようになった。同時期のパフォーマンスは主に鬼龍院と血祭が担当、また喜矢武の拙い演奏技術が顕著になり、のちのエアーバンドというスタイルに繋がる。2005年、ライブハウスでtatsuoと出会う。2006年10月までは2か月に一度かそれ以下の頻度で知人のライブにおいてのみ活動していた。同時期、喜矢武はヴィジュアル系への転向を持ちかけたが、鬼龍院が拒否していたことをのちのインタビューで述懐している。その後、鬼龍院がヴィジュアル系バンドと掛け持ちで活動したい旨を喜矢武に話したところ、鬼龍院の予想に反して喜矢武が参加を希望し、ゴールデンボンバーはヴィジュアル系のバンドへと変容する。喜矢武の提案で2006年11月22日に行われた目黒鹿鳴館のライブイベントへ出演。そこでインディーズヴィジュアル系バンドであるVagu*Projectのパフォーマンスに衝撃を受けた二人は、このジャンルでの活動を決意する。これ以降、当て振りや演奏前の前フリという、のちのパフォーマンスの基礎となる部分が確立した。ライブの回数も増え、多い時は月に9本をこなした。鬼龍院はのちに、この頃は客席を巻き込んだパフォーマンスを行っていたこと、雑誌に掲載されたつんく♂のインタビューを参照し友人をライブへ呼ばなかったことを述懐している。
メンバーの入れ替わりもたびたび発生した。2007年3月15日のライブを最後に血祭が脱退。3月30日、サポートの天空城団吉（てんくうじょう だんきち）が加入。4月22日には歌広場淳（うたひろばじゅん）が加入。8月30日、ドラムの天空城が脱退。9月10日、ドラムの鶏和酢里紅（とりあえず りく）が加入。11月17日をもって鶏和酢がバンドの表舞台から離れ、同月29日から天空城が再加入した。

### 確立期

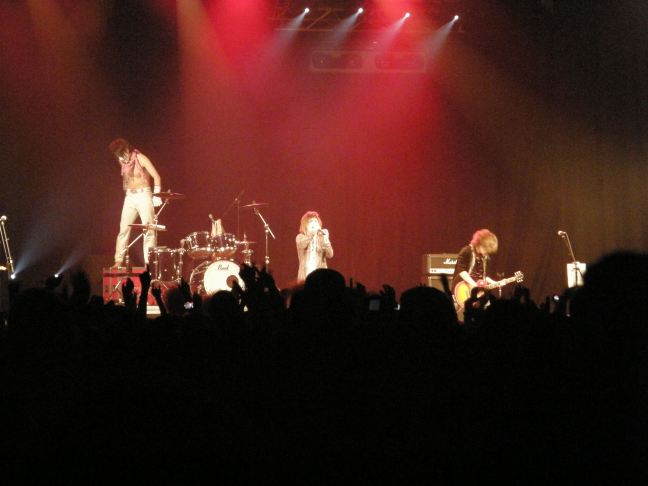
2011年7月、Japan Expoでのライブ。

2008年3月、tatsuoの紹介でユークリッドエージェンシーと契約を交わす。木村俊彦（同事務所代表取締役）は、人員や宣伝費用を割くことはできず、またエアーバンドが理解されないことからメディアへの出演もことごとく断られたと2013年のインタビューで振り返った。このことから口コミをプロモーションの軸として展開する戦略を立て、同年5月から9月にかけ、5か月連続で『抱きしめてシュヴァルツ』『元カレ殺ス』『トラウマキャバ嬢』などのシングルリリースを行う。
その際、知名度向上を意図した手法を展開し、一枚500円のCDをライブ会場限定で販売、ワンマンライブの開催などを行う。販売されたCDは包装を安価にする代わりに動画も収録し、映像と音楽で集客を狙った。
その後、事務所側が宣伝に注力することとなり、全国ツアーの開催が決定する。2008年から動画サイト「SC24」で連続ドラマ方式の販売告知を配信する。また木村が、インターネットで話題に上りやすい情報を常に置くよう意識したことや、メンバーのブログや鬼龍院が自主的に動画を作成するなど、事務所とバンドの方針が合致していたことを『日経エンタテインメント!』が触れている。動画配信は若い世代を中心に楽しさを求める傾向の強いYouTubeやニコニコ動画などの動画サイトで人気を博す。演奏しないという特異性からヴィジュアル系雑誌に掲載されなかったため、47都道府県ツアーと称してワゴン車で各地を回りライブを開催した。
2009年1月1日、コンセプト・ミニ・アルバム『イミテイション・ゴールド〜金爆の名曲二番搾り〜』を発売。4月5日、天空城が脱退。4月10日、樽美酒が加入しメンバーが固定された。7月には映画『剃り残した夏』を製作し、同作のサウンドトラックを発売。11月、シングル『女々しくて』をリリースする。当時鬼龍院はリリースに関与せず、事務所側が決める方針であったため、選曲ならびに販売戦略は事務所が担っていた。オリコンランキング77位を獲得したものの、ゴールデンボンバー自体の認知度が低くCD売り上げも振るわなかった。
2010年1月6日、ベスト・アルバム『ゴールデンベスト 〜Pressure〜』『ゴールデンベスト 〜Brassiere〜』を同時発売。7月、アルバム『ゴールデン・アワー ～上半期ベスト2010～』を発売。12月、SHIBUYA-AXにて初公演を開催する。ここでメジャー7社からオファーを受けたが「メジャー行きま宣言」としてインディーズに留まることを宣言。同年、ドワンゴジェイピーにて楽曲の12か月連続独占配信を行い、同期間連続で1位を獲得した。
2011年9月2日、テレビ朝日系『ミュージックステーション』に初出演を果たし、「女々しくて」を披露した。2012年からゴールデンボンバーを担当することとなった石森洋は、認知拡大を目指しテレビ番組への出演やメディアリリースを通して世間に訴える戦略を立てた。その中でフジテレビの番組『ものまね王座決定戦』にてオリエンタルラジオが歌った際のバンドと共演したこともあり、結果「女々しくて」がレコチョクのデイリーランキングやカラオケランキングで首位を獲得する。同年の大晦日には当初の目標であった第63回NHK紅白歌合戦に出演を果たした。これ以降4年連続「女々しくて」で出場し、夏川りみ「涙そうそう」に並び紅白史上最高記録タイとなる。また新規層の獲得を目的に、11校の学園祭にてパフォーマンスを実施する。また、2012年10月20日から2013年3月28日にかけ、初の冠番組となる『金爆一家』（フジテレビ）が放送された。
2012年8月から『日経エンタテインメント!（日経BP社）』上で行われるタレントパワーランキングの調査対象として取り上げられた。2013年6月時点での調査では総合で108位、10代男性ランキングで首位、20代男性ランキングでは18位、10代女性ランキングで11位、ミュージシャンでは15位に入選している。
2013年2月にはデジタルコンテンツの制作者を表彰する「デジタル・コンテンツ・オブ・ジ・イヤー'12 / 第18回AMDアワード」にて優秀賞を受賞した。またソフトバンクやミスタードーナツなどのイメージキャラクターに就任し、コマーシャルに出演。4月24日、ベスト・アルバム『ザ・パスト・マスターズ Vol.1』を発売。8月に「女々しくて」がオリコンカラオケランキングで、歴代1位記録となる49週連続1位を獲得し、12月30日に『第55回日本レコード大賞』にて特別賞を受賞した。
石森の発案により、2014年元旦リリースの『101回目の呪い』まではCDの販売数獲得のため、同楽曲のCDを複数パターンで販売、あるいはイベントへの参加特典を付属した。だが、そうした販売方法に疑問を持った鬼龍院の提案により、同年8月リリースの『ローラの傷だらけ』ではオプションや付属品を廃止し、シンプルなジャケットで販売。鬼龍院は新R25のインタビューにて『ローラの傷だらけ』は鬼龍院の事務所に対する反発で戦略ではないとしつつ、『女々しくて』のヒットで成果が出せたことから長く自分たちの活動を楽しんでくれるファンにリターンができるような戦略を取りながら初見の人が見たくなるような話題のある活動に取り組んでいると述べた。その後、他のメンバーの要素がないとの意見に対して2015年リリースの『死 ん だ 妻 に 似 て い る』では、各メンバーが歌唱したCDを体臭付きカードの付属として販売する取り組みを行った。
2014年『女々しくて』がインディーズ作品史上初となるJASRAC賞・金賞を受賞。12月30日には『第56回日本レコード大賞』にて鬼龍院翔が作曲賞を受賞した。同年12月から2015年3月にかけて『ゴールデン名曲劇場～木曜に金爆～』が放映された。
2015年5月29日に各メンバーの体臭付きカードにCDを付けたボディースメルフレグランス『死 ん だ 妻 に 似 て い る』を発売。6月17日、アルバム『ノーミュージック・ノーウエポン』を発売し、6月29日付の週間アルバムランキングで2作連続の首位を獲得した。
2016年4月27日にシングル『水商売をやめてくれないか』を発売し、2016年5月9日付のオリコン週間シングルランキングで8作連続のTOP5入りを達成。7月31日から10月22日にかけて『ゴールデンボンバー ファンクラブツアー2016「ファンクラブ入っててくれてありがと祭」』を開催。10月16日に開催された日本最大のヴィジュアル系音楽フェス『VISUAL JAPAN SUMMIT 2016』に出演し、YOSHIKIと共演した。11月10日に公式サイト（PCサイト）が刷新され、Wikipedia仕様にリニューアル。12月12日にタワーレコードが企画する「V-ROCK TOWER」の第一弾アーティストに起用された。
2017年6月29日にLINEMUSICスタンプによるアルバム『ゴールデンボンバーベストアルバムスタンプ』（8秒の新曲を含む全24種）を発売した。発売を記念し"8秒間フリーライブ"を池袋サンシャイン噴水広場にて開催した。10月4日に「CLUB EUCLID」のリニューアルに伴い、単独ファンクラブ「マルキン」を開設した。
2018年、ミュージックビデオ内に楽曲を無料ダウンロードできるQRコードを配した『#CDが売れないこんな世の中じゃ』を公開。これについて鬼龍院は、爆発的にヒットはしなかったものの次に何をするか分からないという期待感がアピールできたのではないかと『現代ビジネス』のインタビューで述べている。
2018年9月1日に樽美酒が作詞、作曲、歌唱を担当したシングル『タツオ…嫁を俺にくれ』を発売した。12月5日、過去に会場限定でリリースされ廃盤となっているアルバム『音楽が僕らを駄目にする』『The Golden J-POPS』『恋愛宗教論』の3作品を、鬼龍院のブログにて無料配信。12月31日から2019年1月1日にかけてファンクラブ限定ライブ「ゴールデンボンバー初!カウントダウンワンマンライブ～紅白に出られないとわかった～」を開催。
2019年2月20日、22枚目のシングル『ガガガガガガガ』を発売。表題曲はNHKドラマ10『トクサツガガガ』にてバンド初のドラマ主題歌として起用された。4月17日、シングル『令和』を発売。4月1日に公表された元号『令和』を基に制作された。
2020年4月30日、メンバーがそれぞれ歌唱を務めた4曲を収録したシングル『CD買ったら（送料）サヨウナラ』を、silkroad store限定で発売。オリコン週間シングルチャート（5月11日付）では、初週で6,028枚を売り上げ、2位を獲得。5月24日、新曲『バブルはよかった』の「仮MV」を公開。この映像は、歌唱する鬼龍院の上半身のみをiPhoneで撮影、その素材をもとに喜矢武へ動画編集を一任しており、いらすとやの素材を用いてリモートで制作するなど話題となった。6月5日には、いらすとやがメンバー全員のイラストを作成、それを用いた「100%いらすとやバージョン」も公開された。ちなみに2018年10月、鬼龍院のインスタグラム上にて「いらすとや」に対する著作権の認識の甘さが指摘された投稿に対し、運営者である"みふねたかし"がイラストを描いて投稿するという出来事があった。
2022年4月1日、新曲「マリアの肝臓」をプロモーションするため、鬼龍院・喜矢武・樽美酒が交代で宣伝カーを24時間運転し、大阪から東京まで走行する模様をYouTubeで生配信した。

### 結成20周年
2024年、4月20日から7月21日にわたって、結成20周年を記念した全国ツアー「『金爆はどう生きるか』〜意外ともう結成20周年ツアー〜」を開催。最終公演を東京ガーデンシアターで行い、そこで披露された新曲「イイね」を、7月24日にリリース。

### 鬼龍院の結婚と歌広場の女性問題の報道
2021年9月4日、鬼龍院が自身のブログで一般女性との結婚を報告。同月8日、『週刊文春（株式会社文藝春秋）』にて、結婚した女性との交際開始後も、2021年まで10年間に渡り交際していた女性の存在が報じられた。同月19日の『月刊ゴールデンボンバー（ニコニコ生放送）』は『月刊ゴールデンボンバー　鬼龍院翔謝罪SP』と称し、鬼龍院に罰ゲームを行う様子を配信した。この罰ゲームについては21日『バイキングMORE（フジテレビ）』にて放送された。
同年11月10日、2016年に結婚した歌広場の不倫が『週刊文春』にて報じられ、事実を認めた本人は同日ブログにて謝罪と活動自粛の発表を行った。その後12月23日の第3報までに女性8名との関係が報じられた。
2022年11月17日、歌広場が同年12月25日の公演からライブ活動を再開することが発表された。

## メンバー
個々の出演や作品、受賞歴は本項を参照。バンドとしては各項を参照。
以下、担当パートの表記はバンドの記載に合わせた記述とする。
鬼龍院 翔（きりゅういん しょう、1984年6月20日（41歳） - ）Vo-karu。

喜矢武 豊（きゃん ゆたか、1985年3月15日（40歳） - ）Gita-。

歌広場 淳（うたひろば じゅん、1985年8月30日（39歳） - ）Be-su。

樽美酒 研二（だるびっしゅ けんじ、1980年11月28日（44歳） - ）Doramu。

### 元メンバー
血祭 鉄兵（ちまつり てっぺい、1974年3月15日（51歳） - ）drums（初代ドラム）。
長崎県出身。2005年12月加入。2007年3月脱退。先輩として鬼龍院翔とともにローソンでアルバイトしていた。
2019年現在「YOUNG JAPAN」というサブカルミニコミ誌を不定期発行している。
天空城 団吉（てんくうじょう だんきち、1984年8月13日（41歳） - ）ドラム。
2007年3月後半サポートとして加入。2007年8月30日脱退。2007年11月後半再び加入。2009年4月5日高田馬場CLUB PHASEワンマンライヴで脱退。
黒髪短髪にテニスウェアを纏っている。樽美酒研二同様に白塗りだが、歌舞伎役者然としたメイクではなく白塗りに黒い線をかいている。
楽曲「春が来る前に」は天空城の脱退に伴って制作された。
鶏和酢 里紅（とりあえず りく）Doramu兼スタッフ。
ドラム不在の間はサポートドラムを担当し、天空城団吉が再加入した際は万能スタッフとして裏方に回った（ドラム担当として2007年9月7日加入 - 2007年11月17日脱退。その後裏方）。祖父は漫画家の古谷三敏。

## 評価
過去のヴィジュアル系バンドと大きく異なるそのスタイルをして、音楽評論家の市川哲史からはももいろクローバーZと並び「最後のV系後継者」と評されている。また前述の女性関係について、ヴィジュアル系界隈ではごく少数のミュージシャンとファンの間で性交渉の需要と供給が存在したことに触れつつも、1990年代半ばのファンはミュージシャンと時間を共有することを目的にしていたとしている。その中で今回の鬼龍院と歌広場のスキャンダルは、バンドの人気からくる異性からの人気に飲まれた故のものでヴィジュアル系の伝統に則ったものとなったが、それがバンドの立ち位置と噛み合っていなかったことで余計に悪い方向に働いたと述べている。ただ、ヴィジュアル系の人気自体は同時代に娯楽のコンテンツが無数にあることから、大きく変わるものではないと述べている。
浅井博章は、当時見られたヴィジュアル系の自虐的な雰囲気をヒットの一因に挙げている。GLAYのギタリストであるHISASHIからはパフォーマンスについて肯定的な評価をされている。hydeは2019年6月15日に放送された『COUNT DOWN TV』（TBS）にて、「死 ん だ 妻 に 似 て い る」に対して、今後50年ソロを続けても思いつかないタイトルと評している。鬼龍院はゴールデンボンバーを音楽業界衰退の原因とする意見に対して、慣習を続けることで音楽を殺すことになっているとし、音楽に対する偏見を壊すことに自身の一つのゴールがある可能性を示唆している。

## ニコニコ生放送
『月刊ゴールデンボンバー』（げっかんゴールデンボンバー）は、2011年5月27日からニコニコ生放送で生配信されているバラエティ番組。毎月一回不定期の配信で、時間は基本的に22:00 - 23:00。2011年1月14日から同年4月12日までは『ゴールデンボンバーのニコラジ』というタイトルで毎週金曜日に、最終回は4月12日に2時間スペシャルとして配信された。また、2015年4月26日は「超月刊ゴールデンボンバー」と題して、ニコニコ超会議2015の会場となった幕張メッセから公開生配信された。

### 企画
- 月刊ゴルボンNo.1決定戦
  - 毎月決められるテーマに沿った話をメンバーが語るコーナー。もっともインパクトのあった話を視聴者からアンケートを取り、その月のNo.1を決定する[149]。
- 飛び出せ!実験くんZ
  - 視聴者が気になっている疑問や謎をメンバーが体を張って検証するコーナー。
- 金爆ヌーボー
  - 乙女の恋のお悩み相談室。このコーナーでは歌広場淳以外のメンバーはオネエ風キャラクターを演じ、寄せられたお悩み解決に挑む。2015年5月26日の配信では、VAMPSのHYDEとK.A.Zが、同コーナーにゲスト出演した[150][151]。

### DVD
2013年から、ユークリッド・ミュージックエンターテイメントとドワンゴジェイピーの制作で『月刊ゴールデンボンバー』のDVDを発売している。

また6巻ごとに予約限定でDVD-BOXも発売された。
| 巻 | 発売日        | タイトル                 | 収録話          | 規格品番  | DVD-BOX | 規格品番  |
| -- | ------------- | ------------------------ | --------------- | --------- | ------- | --------- |
| 1  | 2013年9月28日 | 月刊ゴールデンボンバー1  | 0第1話 - 第2話  | EAZV-0064 | Vol.1   | EAZV-0070 |
| 2  | 2013年9月28日 | 月刊ゴールデンボンバー2  | 0第3話 - 第4話  | EAZV-0065 | Vol.1   | EAZV-0070 |
| 3  | 2013年9月28日 | 月刊ゴールデンボンバー3  | 0第5話 - 第6話  | EAZV-0066 | Vol.1   | EAZV-0070 |
| 4  | 2013年9月28日 | 月刊ゴールデンボンバー4  | 0第7話 - 第8話  | EAZV-0067 | Vol.1   | EAZV-0070 |
| 5  | 2013年9月28日 | 月刊ゴールデンボンバー5  | 0第9話 - 第10話 | EAZV-0068 | Vol.1   | EAZV-0070 |
| 6  | 2013年9月28日 | 月刊ゴールデンボンバー6  | 第11話 - 第12話 | EAZV-0069 | Vol.1   | EAZV-0070 |
| 7  | 2014年1月27日 | 月刊ゴールデンボンバー7  | 第13話 - 第14話 | EAZV-0071 | Vol.2   | EAZV-0077 |
| 8  | 2014年1月27日 | 月刊ゴールデンボンバー8  | 第15話 - 第16話 | EAZV-0072 | Vol.2   | EAZV-0077 |
| 9  | 2014年1月27日 | 月刊ゴールデンボンバー9  | 第17話 - 第18話 | EAZV-0073 | Vol.2   | EAZV-0077 |
| 10 | 2014年1月27日 | 月刊ゴールデンボンバー10 | 第19話 - 第20話 | EAZV-0074 | Vol.2   | EAZV-0077 |
| 11 | 2014年1月27日 | 月刊ゴールデンボンバー11 | 第21話 - 第22話 | EAZV-0075 | Vol.2   | EAZV-0077 |
| 12 | 2014年1月27日 | 月刊ゴールデンボンバー12 | 第23話          | EAZV-0076 | Vol.2   | EAZV-0077 |
| 13 | 2014年5月30日 | 月刊ゴールデンボンバー13 | 第24話 - 第25話 | EAZV-0086 | Vol.3   | EAZV-0092 |
| 14 | 2014年5月30日 | 月刊ゴールデンボンバー14 | 第26話 - 第27話 | EAZV-0087 | Vol.3   | EAZV-0092 |
| 15 | 2014年5月30日 | 月刊ゴールデンボンバー15 | 第28話          | EAZV-0088 | Vol.3   | EAZV-0092 |
| 16 | 2014年5月30日 | 月刊ゴールデンボンバー16 | 第29話 - 第30話 | EAZV-0089 | Vol.3   | EAZV-0092 |
| 17 | 2014年5月30日 | 月刊ゴールデンボンバー17 | 第31話 - 第32話 | EAZV-0090 | Vol.3   | EAZV-0092 |
| 18 | 2014年5月30日 | 月刊ゴールデンボンバー18 | 第33話          | EAZV-0091 | Vol.3   | EAZV-0092 |
| 19 | 2015年11月4日 | 月刊ゴールデンボンバー19 | 第34話 - 第35話 | EAZV-0114 | Vol.4   | EAZV-0120 |
| 20 | 2015年11月4日 | 月刊ゴールデンボンバー20 | 第36話          | EAZV-0115 | Vol.4   | EAZV-0120 |
| 21 | 2015年11月4日 | 月刊ゴールデンボンバー21 | 第37話 - 第38話 | EAZV-0116 | Vol.4   | EAZV-0120 |
| 22 | 2015年11月4日 | 月刊ゴールデンボンバー22 | 第39話 - 第40話 | EAZV-0117 | Vol.4   | EAZV-0120 |
| 23 | 2015年11月4日 | 月刊ゴールデンボンバー23 | 第41話          | EAZV-0118 | Vol.4   | EAZV-0120 |
| 24 | 2015年11月4日 | 月刊ゴールデンボンバー24 | 第42話 - 第43話 | EAZV-0119 | Vol.4   | EAZV-0120 |

## ディスコグラフィ

### DVD
| 発売日         | タイトル | 備考 |
| -------------- | --- | --- |
| 2007年12月24日 | ギャルパンチDEバタンQ | 廃盤、2017年に復刻盤を発売。 |
| 2009年2月1日   | 金爆ねんごろツアー ファイナル 初ワンマン「愛は地球を巣喰う」〜美輪さん100kmマラソン〜                                                                    | 廃盤 |
| 2009年7月29日  | 剃り残した夏 | ゴールデンボンバーのメンバーが制作した映画 |
| 2009年12月24日 | ゴールデンボンバー 2009年ワンマンライブDVD 1月 | 廃盤 |
| 2009年12月24日 | ゴールデンボンバー 2009年ワンマンライブDVD 2月 | 廃盤 |
| 2009年12月24日 | ゴールデンボンバー 2009年ワンマンライブDVD 3月 | 廃盤 |
| 2009年12月24日 | ゴールデンボンバー 2009年ワンマンライブDVD 4月 | 廃盤 |
| 2009年12月24日 | ゴールデンボンバー 2009年ワンマンライブDVD 5月 | 廃盤 |
| 2009年12月24日 | ゴールデンボンバー 2009年ワンマンライブDVD 6月 | 廃盤 |
| 2010年1月1日   | ゴールデンボンバー 2009年ワンマンライブDVD 7月 | 廃盤 |
| 2010年1月1日   | ゴールデンボンバー 2009年ワンマンライブDVD 8月 | 廃盤 |
| 2010年1月1日   | ゴールデンボンバー 2009年ワンマンライブDVD 9月 | 廃盤 |
| 2010年1月1日   | ゴールデンボンバー 2009年ワンマンライブDVD 10月 | 廃盤 |
| 2010年1月1日   | ゴールデンボンバー 2009年ワンマンライブDVD 11月 | 廃盤 |
| 2010年1月1日   | ゴールデンボンバー 2009年ワンマンライブDVD 12月 | 廃盤 |
| 2010年3月10日  | 第一夜 リクエスト・オン・ザ・ベスト〜Pressure night〜 | |
| 2010年3月10日  | 第二夜 リクエスト・オン・ザ・ベスト〜Brassiere night〜                                                                                                   | |
| 2010年4月27日  | STYLISH WEAPON'10〜春のそよ風〜おまけの乱 | 初回盤は廃盤、通常盤のみ |
| 2010年7月30日  | ゴールデンボンバー 初 恐怖の全国ワンマンツアー -ワンマンこわい- 追加公演（2010/6/25@渋谷O-WEST）                                                         | 初回盤は廃盤、通常盤のみ |
| 2010年11月24日 | ゴールデンボンバー パンツ大作戦ツアーファイナル (2010/9/24恵比寿LIQUIDROOM)                                                                              | |
| 2011年2月25日  | 「全力バカ」(2010/12/27@SHIBUYA-AX) | 初回盤は廃盤、通常盤のみ |
| 2011年3月15日  | SoCcer 24 | |
| 2011年7月27日  | "Life is all right" 追加公演 (2011/5/17@TOKYO DOME CITY HALL)                                                                                            | 初回盤は廃盤、通常盤のみ |
| 2011年12月21日 | ゴールデンボンバー Zepp全通ツアー 2011 "やればできる子" 2011.10.7 at Zepp Tokyo                                                                          | 初回盤は廃盤、通常盤のみ |
| 2012年3月18日  | ゴールデンボンバーワンマンライブ特大号「一生バカ」公演、1月14日(土) 日本武道館                                                                           | 初回盤は廃盤、通常盤のみ |
| 2012年3月18日  | ゴールデンボンバーワンマンライブ特大号「一生バカ」公演、1月15日(日) 日本武道館                                                                           | 初回盤は廃盤、通常盤のみ |
| 2012年3月30日  | ゴールデンボンバーワンマンライブ特大号「一生バカ」公演、1月21日(日) 大阪城ホール                                                                         | 初回盤は廃盤、通常盤のみ |
| 2012年8月8日   | Oh!金爆ピック〜愛の聖火リレー〜 大阪城ホール2012.6.10 | 初回盤は廃盤、通常盤のみ |
| 2012年8月8日   | Oh!金爆ピック〜愛の聖火リレー〜 横浜アリーナ2012.6.18 | 初回盤は廃盤、通常盤のみ |
| 2012年12月22日 | 金爆オールスター祭 2012 | ファンクラブ会員限定発売、廃盤 |
| 2013年11月30日 | ゴールデンボンバー ホントに全国ツアー2013〜裸の王様〜 追加公演 at 大阪城ホール 2013.9.10-11                                                              | 初回盤は廃盤、通常盤のみ |
| 2013年12月25日 | ゴールデンボンバー ホントに全国ツアー2013〜裸の王様〜 追加公演 at 国立代々木競技場第一体育館 2013.10.8                                                   | 初回盤は廃盤、通常盤のみ |
| 2014年10月31日 | ゴールデンボンバー 全国ツアー2014「キャンハゲ」at 横浜アリーナ 2014.07.16                                                                                | 初回盤は廃盤、通常盤のみ |
| 2014年10月31日 | ゴールデンボンバー 全国ツアー2014「キャンハゲ」at 大阪城ホール 2014.07.20                                                                                | 初回盤は廃盤、通常盤のみ |
| 2014年12月26日 | ゴールデンボンバー 全国ツアー2014「キャンハゲ」at さいたまスーパーアリーナ 2014.10.22                                                                    | 初回盤は廃盤、通常盤のみ |
| 2015年3月30日  | ゴールデンボンバー PV集「GOLDEN CLIPS」 | 初回盤は廃盤、通常盤のみ |
| 2015年12月25日 | ゴールデンボンバー全国ツアー2015「歌広、金爆やめるってよ」at 大阪城ホール 2015.09.13                                                                     | 初回盤は廃盤、通常盤のみ |
| 2016年2月29日  | ゴールデンボンバー全国ツアー2015「歌広、金爆やめるってよ "ノーミュージック・ノーウエポン"」at 国立代々木競技場第一体育館 2015.11.12                      | 初回盤は廃盤、通常盤のみ |
| 2016年2月29日  | ゴールデンボンバー全国ツアー2015「歌広、金爆やめるってよ」at 国立代々木競技場第一体育館 2015.11.13                                                       | 初回盤は廃盤、通常盤のみ |
| 2016年12月25日 | ゴールデンボンバーファンクラブツアー2016「ファンクラブ入っててくれてありがと祭」at 豊洲PIT 2016.10.02                                                    | ファンクラブ会員限定販売、廃盤 |
| 2017年4月28日  | ゴールデンボンバー全国ツアー2016-2017「オールゲイズ 二丁目のユウジ」at 大阪城ホール 2017.1.17                                                            | |
| 2017年5月31日  | ゴールデンボンバー全国ツアー2016-2017「オールゲイズ 二丁目のユウジ」at さいたまスーパーアリーナ 2017.2.5                                                 | Blu-ray Discも同時発売 |
| 2017年6月17日  | 第1回 金爆裏紅白歌合戦! | 2016年12月31日にニコニコ生放送で放送された番組を映像化。 |
| 2017年6月17日  | ギャルパンチDEバタンQ (復刻盤) | 2007年に販売された映像作品に特典映像を加えた復刻盤。 諸事情により当時の収録内容から音声の一部がカットされている。                                                                                      |
| 2017年11月29日 | ゴールデンボンバー ファンクラブ限定ツアー「MUKASHINO KINBAKU」at 横浜アリーナ公演 2017.07.26                                                             | |
| 2018年12月18日 | ゴールデンボンバー全国ツアー2018「ロボヒップ」at さいたまスーパーアリーナ 2018.7.18                                                                      | |
| 2018年12月18日 | ゴールデンボンバー全国ツアー2018「キラーチューンしかやらねえよ」at さいたまスーパーアリーナ 2018.7.17                                                    | |
| 2018年12月18日 | ゴールデンボンバー全国ツアー2018「ロボヒップ」at 大阪城ホール 2018.7.15                                                                                  | |
| 2018年12月25日 | ゴールデンボンバー クリスマスライブ〜聖夜の賛美歌〜 at Zepp DiverCity Tokyo 2018.12.24                                                                   | 2018年12月24日に行われたファンクラブ限定クリスマスライブでのビジョン出し映像を無編集でそのまま収録し、「低価格、低クオリティ」にてDVD化され、翌日25日に発送された。                                    |
| 2019年12月25日 | ゴールデンボンバークリスマスライブ 〜聖夜の再陀魔〜 at 大宮ソニックシティ 2019.12.24                                                                     | 12月24日に大宮ソニックシティ 大ホールで行われたクリスマスライブの模様を、2018年同様、本番のビジョン出し映像をそのまま収録した「低価格、低クオリティ、最低限度のDVD」として公演翌日の12月25日より発売。 |
| 2020年3月5日   | ゴールデンボンバー全国ツアー2019「地方民について本気出して考えてみた〜4年以上行ってない県ツアー〜」at 神戸ワールド記念ホール 2019.11.3                   | |
| 2020年3月5日   | ゴールデンボンバー全国ツアー2019「地方民について本気出して考えてみた〜4年以上行ってない県ツアー〜」at 横浜アリーナ 2019.10.20                            | |
| 2020年3月5日   | ゴールデンボンバー全国ツアー2019「地方民について本気出して考えてみた〜4年以上行ってない県ツアー〜」特別追加地方無観客ライブ at 無人島・沖ノ島 2019.11.16 | |
| 2020年7月21日  | ゴールデンボンバー MV集DVD 第2弾「GOLDEN CLIPS 2」 | 1枚組と2枚組の2タイプで販売。「死 ん だ 妻 に 似 て い る」から「かまってちょうだい///」のMV、そしてメイキング集などの特典映像も収録。                                                                 |
| 2020年8月30日  | ゴールデンボンバー アルバム「キラーチューンしかねえよ」 鬼龍院以外のメンバーも初聴き先行披露ライブ at 豊洲PIT 2018.1.29                                  | |
| 2021年12月7日  | ゴールデンボンバー全国ツアー「楽器を弾いたらサヨウナラ」at ぴあアリーナMM 2021.7.25                                                                      | |
| 2022年11月15日 | ゴールデンボンバー ファンクラブ「マルキン」会員限定イベント 〜金爆の夏、日本のケツ〜 at LINE CUBE SHIBUYA 2022.7.29                                      | |
| 2023年12月20日 | ゴールデンボンバー全国ツアー2023「振り返ればケツがいる」at 東京ガーデンシアター 2023.8.6                                                                 | |

### 配信シングル
| No. | 発売日         | タイトル                            | 備考                                                                                         |
| --- | -------------- | ----------------------------------- | -------------------------------------------------------------------------------------------- |
| 1   | 2010年1月27日  | レッツゴーKY                        | 着うたフルランキングでデイリー1位。                                                          |
| 2   | 2010年2月19日  | あしたのショー                      | 着うたフルランキングでデイリー1位。                                                          |
| 3   | 2010年3月19日  | だからバイバイ                      | 着うたフルランキングでデイリー1位。                                                          |
| 4   | 2010年4月23日  | †ザ・V系っぽい曲†                   | 着うたフルランキングでデイリー1位。                                                          |
| 5   | 2010年5月21日  | デートプラン                        | 着うたフルランキングでデイリー1位。                                                          |
| 6   | 2010年6月25日  | 忙しくてよかった                    | 着うたフルランキングでデイリー1位。                                                          |
| 7   | 2010年7月23日  | 君といつまでも                      | 着うたフルランキングでデイリー1位。                                                          |
| 8   | 2010年8月26日  | また君に番号を聞けなかった          | 着うたフルランキングでデイリー1位。 2010年10月6日にシングルとして発売された。                |
| 9   | 2010年9月14日  | 男心と秋の空                        | 着うたフルランキングでデイリー1位。                                                          |
| 10  | 2010年10月12日 | イヤホン                            | 着うたフルランキングでデイリー1位。                                                          |
| 11  | 2010年11月9日  | 腐男子                              | 着うたフルランキングでデイリー1位。                                                          |
| 12  | 2010年12月17日 | HEN                                 | 着うたフルランキングでデイリー1位。                                                          |
| 13  | 2012年8月1日   | ICE BOX                             | 着うたフルランキングでデイリー1位。                                                          |
| 14  | 2012年8月18日  | 泣かないで                          | 着うたフルランキングでデイリー1位。 『死ガ二人ヲワカツマデ…』第1章「色ノナイ青」主題歌       |
| 15  | 2012年8月18日  | 春が来る前に -リマスターバージョン- | 着うたフルランキングでデイリー1位。 『死ガ二人ヲワカツマデ…』第2章「南瓜花 -nananka-」主題歌 |
| 16  | 2017年12月29日 | やさしくしてね                      | アルバム『キラーチューンしかねえよ』からのリカットシングル。                                 |
| 17  | 2018年7月19日  | つよいぞ!ロボヒップ                 |                                                                                              |
| 18  | 2018年9月13日  | 暴れ曲                              |                                                                                              |
| 19  | 2019年5月15日  | ぼくの世界を守って                  |                                                                                              |
| 20  | 2019年7月23日  | LINEのBGMにしてるとモテる曲         | LINE MUSICにて配信。ミュージックビデオは同年8月30日より公開。                                |
| 21  | 2019年8月9日   | 振動                                |                                                                                              |
| 22  | 2019年10月19日 | 首が痛い                            |                                                                                              |
| 23  | 2019年11月4日  | かまってちょうだい///               |                                                                                              |
| 24  | 2021年7月26日  | THE ガマン                          |                                                                                              |
| 25  | 2021年7月26日  | おさかな地獄                        |                                                                                              |
| 26  | 2022年2月2日   | 断末魔                              |                                                                                              |
| 27  | 2022年2月13日  | マリアの肝臓                        |                                                                                              |
| 28  | 2022年3月23日  | Hey Yo!(仮)                         |                                                                                              |
| 29  | 2022年12月7日  | 女々しくて 2022年流行語ver.         |                                                                                              |
| 30  | 2023年8月6日   | 俺たちにはケツがある                |                                                                                              |
| 31  | 2023年12月15日 | 女々しくて 2023流行語ver.           |                                                                                              |
| 32  | 2024年11月27日 | どうでもいいよ                      |                                                                                              |
| 33  | 2024年12月15日 | 女々しくて 2024流行語ver.           |                                                                                              |
| 34  | 2025年1月9日   | リフォビア                          |                                                                                              |

### 配布限定
| No. | 発売日         | タイトル | 収録曲 |
| --- | -------------- | --- | --- |
| 1   | 2007年10月31日 | J-POPカバー集 | - DAN DAN 心魅かれてく (FIELD OF VIEWのカバー) - 愛のままにわがままに 僕は君だけを傷つけない (B'zのカバー) - ベートーベンだねRock'n'Roll (アニメ『21エモン』のED曲カバー) - どんなときも。 (槇原敬之のカバー) |
| 2   | 2008年6月7日   | 「脱・インディーズカバー集」 | - メテオの日 (遺伝子組換こども会のカバー) |
| 3   | 2008年7月21日  | 美輪さん100kmマラソンドキュメント | |
| 4   | 2008年11月22日 | 美輪さん大阪⇒東京横断ヒッチハイク | |
| 5   | 2009年1月4日   | 伝説の妖怪は実在した!! 大都会東京に現れた河童を追え!!!! | |
| 6   | 2009年2月1日   | 真冬にアトヌは寒い | |
| 7   | 2009年3月1日   | ゴールデンバスターズ、さっそく最終回! 環境汚染が引き起こした突然変異か?! ついに我々は謎の生物、ケンタウロスを見た!! 〜ケンタウロスドキドキドキュメントDVD〜 特典DVD-R | |
| 8   | 2009年4月5日   | 〜Rock魂見せてやれ! 全21曲! 金金がギンギンライブ!〜 [特典DVD] 激レアほのぼのDVD                                                                                       | |
| 9   | 2009年5月3日   | 告っchao! | |
| 10  | 2009年5月3日   | Tomorrow never world | |
| 11  | 2009年5月3日   | ギーガー! | |
| 12  | 2009年5月3日   | 密着ドキュメント! いつまでも続く大不況! 都会を生き抜くフルメイクシンガー 〜ホームレスビジュアル系〜                                                                   | |
| 13  | 2009年6月7日   | 20日じゃないよ7日だよ! Vo.鬼龍院翔バースデーワンマンライブ! 特典DVD 鬼龍院翔の華麗なる生い立ち                                                                        | |
| 14  | 2009年7月5日   | 汗かきゲッソリ激ヤセワンマンライブ! 特典DVD 美輪さんができるまで | |
| 15  | 2009年7月29日  | 春が来る前に (夜魔堕さんVer.) | - 春が来る前に (夜魔堕さんVer.) |
| 16  | 2009年8月2日   | 夏真っ盛り! 日焼け大嫌いフェイズに隠れて金爆夏祭り! 特典DVD ギターソロ喜矢武豊! 〜7月ツアー名産品食べまくりの乱〜                                                     | |
| 17  | 2009年9月6日   | 祝34歳! ヤワラチャンバースデーワンマンライブ!「最高で金、最低でも爆」特典DVD 〜ヤワラチャン誕生日スペシャル〜 Legend of YAWARA                                        | |
| 18  | 2009年10月4日  | ケツ出せ愛の伝道師! 美輪さん男尻祭り! | |
| 19  | 2009年11月1日  | ガチュピン チャレンジシリーズ! 第一弾! | |
| 20  | 2009[12月6日   | ぶらり途中着陸の旅 -GLORY 北海道帰郷編- | |
| 21  | 2009年12月15日 | もうバンドマンに恋なんてしない (喜矢武 豊Ver.) | - もうバンドマンに恋なんてしない (喜矢武 豊Ver.) |
| 22  | 2009年12月16日 | 告っchao! (喜矢武 豊Ver.) | - 告っchao! (喜矢武 豊Ver.) |

### その他作品
1. Dolce 〜from Diva & Dude〜（2006年10月4日）
  - 収録曲：ドスケベ
2. トリビュート to 村上（2007年）オムニバス
  - 収録曲：生きていた村上
3. Zany Zap Complex（2009年7月22日）オムニバス
  - 収録曲：Sick Lady たぶん...／TSUNAMIのジョニー／元カレ殺ス
4. NEO VOLTAGE（2010年5月26日）オムニバス　オリコン週間ランキング初登場116位
  - 収録曲：†ザ・V系っぽい曲†

### ドラマCD
- 源平学園合戦録（2010年）- 鬼龍院翔・今井兼平 役、喜矢武豊・平宗盛 役、歌広場淳・木曾牛 役、樽美酒研二・木曾牛 役

## タイアップ
| 使用年 | 曲名                                | タイアップ                                                   | 初出                                         |
| ------ | ----------------------------------- | ------------------------------------------------------------ | -------------------------------------------- |
| 2009年 | タイムマシンが欲しいよ              | 5pb.社ゲームソフト『スキップ・ビート!』エンディングテーマ    | シングル『Blow Wind/タイムマシンが欲しいよ』 |
| 2011年 | 眠たくて                            | ハウスウェルネスフーズ「メガシャキ」CMソング                 | シングル『女々しくて/眠たくて』              |
| 2011年 | 僕クエスト                          | テレビ東京系アニメ『遊☆戯☆王ZEXAL』エンディングテーマ        | シングル『僕クエスト』                       |
| 2012年 | 泣かないで                          | 映画『死ガ二人ヲワカツマデ…』第1章「色ノナイ青」主題歌       | アルバム『ザ・パスト・マスターズ Vol.1』     |
| 2012年 | 春が来る前に -リマスターバージョン- | 映画『死ガ二人ヲワカツマデ…』第2章「南瓜花 -nananka-」主題歌 | 配信限定                                     |
| 2012年 | Life is SHOW TIME                   | テレビ朝日系ドラマ『仮面ライダーウィザード』主題歌           | シングル『Life is SHOW TIME』                |
| 2012年 | DT捨テル                            | テレビ東京系アニメ『イクシオン サーガ DT』オープニングテーマ | シングル『DT捨テル/レッツゴーED』            |
| 2012年 | レッツゴーED                        | テレビ東京系アニメ『イクシオン サーガ DT』エンディングテーマ | シングル『DT捨テル/レッツゴーED』            |
| 2013年 | あの素晴しい朝をもう一度            | フジテレビ系『めざましどようび』テーマソング                 | シングル『101回目の呪い』                    |
| 2013年 | 片想いでいい                        | 三和酒類「いいちこ日田全麹」CMソング                         | シングル『ローラの傷だらけ』                 |
| 2014年 | ローラの傷だらけ                    | 業務用通信カラオケ『JOYSOUND』CMソング                       | シングル『ローラの傷だらけ』                 |
| 2015年 | 好きだけじゃ足りなくて              | 本田技研工業 二輪車CM CMソング                               | アルバム『ノーミュージック・ノーウエポン』   |
| 2016年 | おどるポンポコリン                  | フジテレビ系アニメ『ちびまる子ちゃん』オープニングテーマ     | シングル『おどるポンポコリン』               |
| 2017年 | アモーレ                            | ラウンドワン CMソング                                        | シングル『#CDが売れないこんな世の中じゃ』    |
| 2017年 | さよならも言わずに                  | ラウンドワン CMソング                                        | シングル『#CDが売れないこんな世の中じゃ』    |
| 2017年 | ICE BOX                             | 森永製菓「ICE BOX」CMソング                                  | アルバム『ザ・パスト・マスターズ Vol.1』     |
| 2019年 | ガガガガガガガ                      | NHK総合 ドラマ10『トクサツガガガ』主題歌                     | シングル『ガガガガガガガ』                   |
| 2019年 | ぼくの世界を守って                  | ラウンドワン CMソング                                        | 配信限定                                     |

## 出演

### テレビ
- 金爆一家（2012年10月21日 - 2013年3月29日、フジテレビ）
- ゴールデン名曲劇場〜木曜に金爆〜（2014年12月4日 - 2015年3月26日、TOKYO MX1）

### ラジオ
- ファミラジ[166]（2013年12月3日 - 2014年4月28日・2015年3月10日 - 、ファミリーマート店内放送（17:00 - 4:00））

### Web番組
- ゴールデンボンバーのニコラジ（2011年1月 - 4月12日、ニコニコ生放送）
- 月刊ゴールデンボンバー（2011年5月27日 - 、ニコニコ生放送）

### ドラマ
- 鴨、京都へ行く。-老舗旅館の女将日記-（2013年4月9日 - 6月18日、フジテレビ）

体操のお兄さん役
- HiGH&LOW〜THE STORY OF S.W.O.R.D.〜  （2015年10月 - 12月、日本テレビ）

鬼龍院翔（AIZAWA/愛沢 類人役）
喜矢武豊（BITO/美藤 聖也役）
歌広場淳（ENARI/江名利 翼役）
樽美酒研二（SHIMURA/志村 春比役）

### アニメ
- ちびまる子ちゃん（フジテレビ）

グループが歌唱する『おどるポンポコリン』がOPに使用されていた期間（2016年4月-2019年3月）、メンバー4人がアニメーションで出演。本編にもゲスト出演したことがある。

### NHK紅白歌合戦出場歴
| 年度                                                                                      | 放送回 | 回 | 曲目                | 出演順 | 対戦相手 |
| ----------------------------------------------------------------------------------------- | ------ | -- | ------------------- | ------ | -------- |
| 2012年                                                                                    | 第63回 | 初 | 女々しくて          | 02/25  | SKE48    |
| 2013年                                                                                    | 第64回 | 2  | 女々しくて（2回目） | 14/26  | aiko     |
| 2014年                                                                                    | 第65回 | 3  | 女々しくて（3回目） | 14/23  | Perfume  |
| 2015年                                                                                    | 第66回 | 4  | 女々しくて（4回目） | 18/26  | Superfly |
| - 出演順は「出演順/出場者数」を表す。 - 曲名の後の（○回目）は紅白で披露された回数を表す。 |        |    |                     |        |          |

### 広告
- ソフトバンクモバイル 白戸家シリーズ
  - ホワイト学割 with 家族 2013（2013年1月）
  - バリバリバンバンキャンペーン「コンサート」篇（2013年8月）
- ミスタードーナツ
  - ハローキティ ドーナツ「リボンを探せ」篇（2013年4月）
  - ミスドハロウィーンドーナツ「変身」篇（2013年10月）
- 映画「ワイルド・スピード EURO MISSION」[168]（2013年6月）
- 日本コカ・コーラ
  - ファンタ「謎解きキャンペーン」ゴールデンボンバーが怪盗FRT2になっちゃった！フルーツを取り戻せ（2014年3月）
  - ファンタ「謎解きキャンペーン」ゴールデンボンバーが怪盗FRT2になっちゃった！ロゴを取り戻せ（2014年6月）
  - ファンタ「ハロウィンキャンペーン」ファンタ×ゴールデンボンバー ハロウィン仮装コンテスト（2014年9月）
- カラオケ JOYSOUND「24万曲に挑戦中！」篇（2014年7月）
- 三和酒類「いいちこ　2014麹プロジェクト篇」（2014年12月 - ）[169]
- 本田技研工業 二輪車CM（2015年4月 - ）[162]
- Cygames 「Shadowverse」（2016年9月 - ）[170]
- ラウンドワン（2017年4月 - 2020年3月）
- 森永 ICE BOX（2017年7月）
- UQコミュニケーションズ「UQ mobile」（2018年1月）[171]
- ゴスペラーズ「G25 -Beautiful Harmony-」CM エアーアカペラ[172]
- バンダイナムコエンターテインメント「アイドルマスター ミリオンライブ! シアターデイズ」ハーフアニバーサリー記念TVCM「39人ライブ篇」「大切なのは個性篇」（2020年12月）[173]

### ゲーム
- リズムヒーローRPG「オトレンジャー」（2013年9月19日、カプコン）- 精力戦隊オサセンジャー[174]

## 受賞歴
- 第55回日本レコード大賞・特別賞[175]
- 第56回日本レコード大賞・作曲賞(鬼龍院翔)
- 第61回日本レコード大賞・企画賞
- 第32回JASRAC賞・金賞[24]

## イベント

### ワンマンライブ
| 公演年          | 公演タイトル                                                                                             | 公演月日・会場 | 備考 | 出典            |
| --------------- | --- | --- | --- | --------------- |
| 2008年          | 金爆ねんごろツアーファイナル初ワンマン 「愛は地球を巣喰う」～美輪さん100kmマラソン～                     | 7月20日 池袋CYBER | 初のワンマンライブ。 | [ 176 ] [ 177 ] |
| 2009年          | 12か月連続ワンマン                                                                                       | 1月4日 2月1日 3月1日 4月5日 5月3日 6月7日 7月5日 8月2日 9月6日 10月4日 11月1日 12月6日 全会場：高田馬場CLUB PHASE | 9月以降の公演は全てソールドアウト。                                                                                     | [ 178 ]         |
| 2009年          | ケツ出せ 愛の伝道師! 美輪さん男尻（だんじり）祭り!                                                       | 10月4日 高田馬場CLUB PHASE | | [ 179 ]         |
| 2010年          | STYLISH WEAPON’10〜春のそよ風〜                                                                          | 1月31日 LIVE SQUARE 2nd LINE （〜大阪の乱） 3月19日 Shibuya O-WEST （〜おまけの乱） | | [ 180 ]         |
| 2010年          | ゴールデンボンバー 初! 恐怖の全国ワンマンツアー 〜ワンマンこわい〜                                       | 4月29日 ESAKA MUSE 5月1日 久留米GEILS 5月2日 CRAZY MAMA 2nd Room 5月4日 豊橋 ell KNOT 5月5日 松本aC 5月9日 高崎CLUB FLEEZ 5月16日 HEAVEN'S ROCK 宇都宮 VJ-2 5月21日 水戸ライトハウス 5月29日 CLUB CHAOS 5月30日 ell.FITS ALL 6月5日 札幌SOUND CREW 6月11日 Shibuya O-WEST 6月12日 仙台MACANA 6月20日 金沢AZ 6月21日 新潟 JUNKBOXmini | | [ 181 ]         |
| 2010年          | ゴールデンボンバー 全国ツアー2010 其の4 〜全力バカ〜                                                     | 10月9日 梅田AKASO 10月11日 DRUM Be-1 10月12日 B.9 10月14日 ナミキジャンクション（後のセカンドクラッチ） 10月16日 IMAGE 10月17日 GRINDHOUSE 10月29日 CLUB #9 10月30日 SENDAI CLUB JUNK BOX 11月2日 CLUB CHANGE WAVE 11月3日 秋田クラブスウィンドル 11月7日 BESSIE HALL 11月14日 KAZOO HALL 11月20日 CLUB JUNK BOX 11月21日 松本aC 11月23日 金沢AZ 11月25日 KYOTO MUSE 11月26日 ボトムライン 12月4日 サウンドシャワーアーク 12月11日 Shibuya O-WEST | |                 |
| 2011年          | ゴールデンボンバー 全国ツアー2011 "Life is all right"                                                    | 3月31日 X-pt. 4月2日 松山サロンキティ 4月3日 CRAZYMAMA KINGDOM 4月5日 EIGHT HALL 4月9日 NIIGATA LOTS 4月10日 長野CLUB JUNK BOX 4月14日 CAPARVO HALL 4月16日 Be-9 V1 4月17日 福岡DRUM LUGOS 4月21日 DIAMOND HALL 4月22日 なんばHatch 4月24日 広島CLUB QUATTRO 4月26日 仙台darwin 4月27日 仙台darwin 4月29日 青森Quarter 5月1日 PENNY LANE 24 5月2日 PENNY LANE 24 5月4日 C.C.Lemonホール 5月8日 C.C.Lemonホール 5月17日 TOKYO DOME CITY HALL 6月22日 SHIBUYA-AX | |                 |
| 2011年          | ゴールデンボンバー Zepp全通ツアー 2011 "やればできる子"                                                  | 9月23日 Zepp Sendai 9月25日 Zepp Sapporo 10月7日 Zepp Tokyo 10月8日 Zepp Tokyo 10月10日 Zepp Nagoya 11月3日 Zepp Fukuoka 11月5日 Zepp Osaka | |                 |
| 2012年          | ゴールデンボンバーワンマンライブ特大号 「一生バカ」                                                      | 1月3日 池袋CYBER 1月14日 日本武道館 1月15日 日本武道館 1月21日 大阪城ホール | タイトルは番組で共演したお笑いタレントの友近が、｢一生バカやってろ!｣という発言をし、その言葉に感激した鬼龍院が借用した。 |                 |
| 2012年          | ゴールデンボンバー全国ツアー2012 「Oh! 金爆ピック〜愛の聖火リレー～」                                    | 3月20日 大宮ソニックシティ 3月22日 岡山市民会館 3月23日 高知市文化プラザかるぽーと 3月29日 本多の森ホール 3月30日 新潟県民会館 4月1日 オリンパスホール八王子 4月4日 静岡市民文化会館 4月6日 鹿児島県文化センター 宝山ホール 4月8日 長崎市公会堂 4月13日 神戸国際会館こくさいホール 4月14日 ALSOKホール 4月20日 ホクト文化ホール 中ホール 4月21日 富山県民会館 4月28日 青森市文化会館 4月29日 仙台サンプラザホール 5月2日 松山市総合コミュニティセンター キャメリアホール 5月4日 スターピアくだまつ 5月11日 千葉県文化会館 5月13日 神奈川県民ホール 5月18日 福岡サンパレス 5月19日 熊本県立劇場 5月24日 センチュリーホール 5月25日 センチュリーホール 5月31日 ニトリ文化ホール 6月2日 秋田県民文化会館 大ホール 6月9日 大阪城ホール 6月10日 大阪城ホール 6月17日 横浜アリーナ 6月18日 横浜アリーナ 6月26日 郡山市民文化センター 7月28日 宜野湾海浜公園 屋外劇場 | |                 |
| 2012年          | 金爆オールスター祭 2012                                                                                  | 9月1日 Zepp Namba 9月2日 Zepp Namba 9月9日 Zepp Tokyo 9月10日 Zepp Tokyo 9月14日 Zepp Nagoya 9月15日 Zepp Nagoya 9月22日 仙台Rensa 9月23日 仙台Rensa 9月27日 新潟LOTS 9月28日 新潟LOTS 9月30日 Zepp Sapporo 10月6日 BLUE LIVE 広島 10月7日 Zepp Fukuoka 10月13日 Zepp DiverCity TOKYO 10月14日 Zepp DiverCity TOKYO | |                 |
| 2013年          | ゴールデンボンバー ホントに全国ツアー2013 〜裸の王様〜                                                   | 5月1日 郡山市民文化センター 大ホール 5月3日 仙台サンプラザホール 5月4日 山形県県民会館 5月6日 新潟県民会館 大ホール 5月10日 ひめぎんホール メインホール 5月11日 鳴門市文化会館 5月13日 神奈川県立県民ホール 大ホール 5月17日 アルファあなぶきホール 大ホール 5月19日 周南市文化会館 5月23日 市民会館崇城大学ホール 5月25日 鹿児島市民文化ホール 第一ホール 5月28日 沖縄コンベンション劇場 5月29日 沖縄コンベンション劇場 6月1日 佐賀市文化会館 大ホール 6月2日 長崎ブリックホール 大ホール 6月5日 千葉県文化会館 6月8日 オーバード・ホール 6月9日 金沢歌劇座 6月15日 ニトリ文化ホール 6月16日 ニトリ文化ホール 6月18日 旭川市民文化会館 大ホール 6月20日 北見市民会館 6月24日 リンクステーションホール青森 6月25日 盛岡市民文化ホール 大ホール 6月28日 神戸国際会館こくさいホール 6月30日 なら100年会館 7月3日 静岡市民文化会館 大ホール 7月6日 熊谷会館 7月9日 秋田県民会館 7月11日 函館市民会館 7月15日 とりぎん文化会館 梨花ホール 7月16日 島根県民会館 大ホール 7月19日 コラニー文化ホール 7月21日 栃木県総合文化センター 7月26日 長良川国際会議場 メインホール 7月28日 舞鶴市総合文化会館 8月1日 日本武道館 8月2日 日本武道館 8月9日 インテックス大阪 8月10日 インテックス大阪 8月14日 日本ガイシホール 8月17日 福岡国際センター 8月18日 福岡国際センター 8月23日 ベイシア文化ホール 大ホール 8月29日 iichikoグランシアタ 8月30日 宮崎市民文化ホール 9月1日 倉敷市民会館 9月6日 ホクト文化ホール 9月8日 福井フェニックス・プラザ 9月10日 大阪城ホール 9月11日 大阪城ホール 9月13日 高知県立県民文化ホール オレンジホール 9月15日 広島文化学園HBGホール 9月18日 茨城県立県民文化センター 9月25日 三重県文化会館 大ホール 9月27日 滋賀県立芸術劇場びわ湖ホール 9月28日 和歌山県民文化会館 大ホール 10月7日 国立代々木競技場第一体育館 10月8日 国立代々木競技場第一体育館 | | [ 183 ]         |
| 2014年          | ゴールデンボンバー全国ツアー2014 「キャンハゲ」                                                          | 4月26日 市原市市民会館 4月29日 栃木県総合文化センター 5月3日 鳴門市文化会館 5月5日 なら100年会館 5月6日 和歌山県民文化会館 5月9日 郡山市民文化センター 大ホール 5月10日 やまぎんホール 5月14日 コラニー文化ホール 5月16日 三重県文化会館 大ホール 5月18日 フェニックス・プラザ 5月20日 舞鶴市総合文化会館 5月23日 とりぎん文化会館 梨花ホール 5月24日 島根県民会館 5月31日 アルカスSASEBO 6月1日 佐賀市文化会館 6月4日 市民会館崇城大学ホール 6月7日 沖縄コンベンションセンター展示棟 6月8日 沖縄コンベンションセンター展示棟 6月13日 周南市文化会館 6月15日 倉敷市民会館 6月19日 金沢歌劇座 6月22日 朱鷺メッセ 6月25日 茨城県立県民文化センター 6月28日 ホクト文化ホール 6月29日 ベイシア文化ホール 7月2日 リンクステーションホール青森 7月4日 函館市民会館 7月7日 帯広市民文化ホール 7月9日 旭川市民文化会館 7月11日 苫小牧市民会館 7月15日 横浜アリーナ 7月16日 横浜アリーナ 7月20日 大阪城ホール 7月21日 大阪城ホール 7月24日 岩手県民会館 7月26日 秋田県民会館 7月30日 熊谷会館 8月7日 滋賀県立芸術劇場びわ湖ホール 8月9日 宮崎市民文化ホール 8月10日 鹿児島市民文化ホール第一 8月13日 静岡市民文化会館 大ホール 8月15日 オーバード・ホール 8月16日 長良川国際会議場メインホール 8月21日 東京国際フォーラムホールA 8月27日 月寒グリーンドーム 8月28日 月寒グリーンドーム 9月2日 iichikoグランシアタ 9月4日 高知県立県民文化ホール オレンジホール 9月6日 ひめぎんホール メインホール 9月7日 アルファあなぶきホール 9月13日 神戸ワールド記念ホール 9月14日 神戸ワールド記念ホール 9月27日 広島グリーンアリーナ 9月28日 広島グリーンアリーナ 10月5日 マリンメッセ福岡 10月11日 セキスイハイムスーパーアリーナ 10月15日 日本ガイシホール 10月16日 日本ガイシホール ファイナル 追加公演 10月22日 さいたまスーパーアリーナ 振替公演 10月24日 宮崎市民文化ホール              | |                 |
| 2015年          | ゴールデンボンバー LIVE 2015 at UNIVERSAL STUDIOS JAPAN                                                  | 5月16日 ユニバーサル・スタジオ・ジャパン（大阪府） グラマシーパーク特設ステージ | | [ 184 ] [ 185 ] |
| 2015年          | ゴールデンボンバー 全国ツアー2015 「歌広、金爆やめるってよ」                                             | 7月4日 市原市市民会館 7月7日 鹿児島市民文化ホール 7月15日 岩手県民会館 7月17日 リンクステーションホール青森 7月24日 長崎ブリックホール 8月2日 栃木県総合文化センター 8月14日 米子コンベンションセンター BiG SHiP 8月16日 ひめぎんホール 8月22日 静岡エコパアリーナ 9月5日 サンドーム福井 9月12日 大阪城ホール 9月13日 大阪城ホール 9月20日 朱鷺メッセ 9月23日 アスティとくしま 9月29日 横浜アリーナ 9月30日 横浜アリーナ 10月3日 セキスイハイムスーパーアリーナ 10月10日 神戸ワールド記念ホール 10月11日 神戸ワールド記念ホール 10月14日 日本ガイシホール 10月15日 日本ガイシホール 10月18日 広島グリーンアリーナ 10月21日 マリンメッセ福岡 10月31日 真駒内セキスイハイムアイスアリーナ 11月1日 真駒内セキスイハイムアイスアリーナ 11月12日 国立代々木競技場第一体育館 11月13日 国立代々木競技場第一体育館 11月22日 沖縄コンベンションセンター 11月23日 沖縄コンベンションセンター | 11月12日の国立代々木競技場第一体育館での公演は、演出一切なしのライブ「ノーミュージック・ノーウエポン」を決行した。      |                 |
| 2016年          | ゴールデンボンバー 喜矢武豊ハッピーバースデーパーティー                                                  | 3月15日 豊洲PIT | 全国120劇場でライブビューイング                                                                                         |                 |
| 2016年 - 2017年 | ゴールデンボンバー 全国ツアー2016-2017 「オールゲイズ 二丁目のユウジ」                                   | ホール公演 6月17日 市原市市民会館 6月20日 ひめぎんホール メインホール 6月22日 高知県立県民文化ホール オレンジホール 6月26日 秋田県民会館 6月28日 郡山市民文化センター 大ホール 7月1日 倉敷市民会館 7月3日 米子コンベンションセンターBiG SHiP 7月8日 本多の森ホール 7月12日 コラニー文化ホール 7月14日 ロームシアター京都 メインホール 7月16日 松本キッセイ文化ホール 7月18日 新潟県民会館 大ホール 7月21日 仙台サンプラザホール 7月23日 リンクステーションホール青森 7月26日 釧路市民文化会館 大ホール 7月28日 旭川市民文化会館 大ホール 10月30日 沖縄コンベンション劇場 10月31日 沖縄コンベンション劇場 11月3日 鹿児島市民文化ホール 第一 11月5日 アルモニーサンク北九州ソレイユホール 11月6日 iichikoグランシアタ 11月8日 広島文化学園HBGホール アリーナ公演 11月12日 静岡エコパアリーナ 11月23日 日本ガイシホール 11月29日 神戸ワールド記念ホール 11月30日 神戸ワールド記念ホール 12月5日 横浜アリーナ 12月6日 横浜アリーナ 12月25日 北海きたえーる 2017年1月7日 福岡国際センター 1月8日 福岡国際センター 1月17日 大阪城ホール 1月18日 大阪城ホール 2月4日 さいたまスーパーアリーナ 2月5日 さいたまスーパーアリーナ | | [ 187 ] [ 188 ] |
| 2016年          | ゴールデンボンバー ファンクラブツアー2016 「ファンクラブ入っててくれてありがと祭」                       | 7月31日 Zepp札幌 8月6日 なんばHatch 8月7日 なんばHatch 8月19日 豊洲PIT 8月20日 豊洲PIT 8月27日 広島文化学園HBGホール 9月3日 なんばHatch 9月4日 なんばHatch 9月10日 豊洲PIT 9月11日 豊洲PIT 9月18日 Zepp名古屋 9月19日 Zepp名古屋 9月22日 仙台サンプラザホール 9月25日 福岡サンパレス ホテル＆ホール 10月1日 豊洲PIT 10月2日 豊洲PIT 10月9日 なんばHatch 10月10日 なんばHatch 10月14日 Zepp名古屋 10月15日 Zepp名古屋 10月22日 新潟県民会館 大ホール | |                 |
| 2017年          | ゴールデンボンバー ファンクラブ限定ライブツアー2017 「MUKASHINO KINBAKU」（昔の金爆）                    | 6月17日 市原市市民会館 6月20日 フェスティバルホール 6月23日 新潟県民会館 6月27日 仙台サンプラザホール 6月30日 名古屋国際会議場センチュリーホール 7月9日 ニトリ文化ホール 7月15日 広島文化学園 HBGホール 7月21日 福岡サンパレス ホテル&ホール 7月25日 横浜アリーナ 7月26日 横浜アリーナ | ファンクラブ限定ライブツアー。昔のライブやパフォーマンスを再現したものとなっている。                                    | [ 189 ]         |
| 2018年          | ゴールデンボンバー ニューアルバム「キラーチューンしかねえよ」 鬼龍院以外のメンバーも初聴き先行披露ライブ | 1月29日(月)東京 豊洲PIT | |                 |
| 2018年          | ゴールデンボンバー 全国ツアー2018 「ロボヒップ」                                                         | 3月17日 市原市市民会館 3月21日 宇都宮市文化会館 3月23日 リンクステーションホール青森 3月25日 郡山市民文化センター 3月31日 オーバード・ホール 4月1日 金沢歌劇座 4月7日 静岡市民文化会館 4月8日 三重県文化会館 4月12日 市民会館シアーズホーム夢ホール 4月13日 鹿児島市民文化ホール 第一 4月19日 滋賀県立芸術劇場 びわ湖ホール 4月20日 和歌山県民文化会館 大ホール 4月28日 米子コンベンションセンター BiG SHiP 4月30日 ひめぎんホール 5月3日 新潟県民会館 5月6日 倉敷市民会館 5月8日 ロームシアター京都 5月11日 コラニー文化ホール 5月18日 旭川市民文化会館 5月20日 帯広市民文化ホール 5月26日 沖縄コンベンション劇場 5月27日 沖縄コンベンション劇場 6月7日 仙台サンプラザホール 6月8日 仙台サンプラザホール 6月12日 広島文化学園HBGホール 6月13日 広島文化学園HBGホール 6月17日 ニトリ文化ホール 6月18日 ニトリ文化ホール 6月23日 福岡国際センター 6月24日 福岡国際センター 7月7日 名古屋国際会議場センチュリーホール 7月8日 名古屋国際会議場センチュリーホール 7月14日 大阪城ホール 7月15日 大阪城ホール 7月17日 さいたまスーパーアリーナ 7月18日 さいたまスーパーアリーナ | 7月17日のさいたまスーパーアリーナでの公演は、演出一切なしのライブ「キラーチューンしかやらねえよ」を開催。               | [ 190 ]         |
| 2018年          | ゴールデンボンバー クリスマスライブ〜聖夜の賛美歌〜                                                      | 12月24日 Zepp DiverCity Tokyo | ファンクラブ限定ライブ。                                                                                                |                 |
| 2018年 - 2019年 | ゴールデンボンバー初!カウントダウンワンマンライブ 〜紅白に出られないとわかった〜                         | 12月31日〜1月1日 豊洲PIT | ファンクラブ限定ライブ。                                                                                                | [ 115 ]         |
| 2019年          | ゴールデンボンバー全国ツアー2019 「地方民について本気出して考えてみた〜4年以上行ってない県ツアー〜」     | ホール公演 4月26日 ベイシア文化ホール 4月30日 高知市文化プラザ かるぽーと 5月2日 鳴門市文化会館 5月4日 レクザムホール（香川県県民ホール） 5月8日 なら100年会館 大ホール 5月9日 なら100年会館 大ホール 5月17日佐賀市文化会館 5月19日 長崎ブリックホール 5月21日 iichikoグランシアタ 5月24日 キッセイ文化ホール 大ホール 6月1日 フェニックス・プラザ 6月2日 フェニックス・プラザ 6月7日 茨城県立県民文化センター 6月10日秋田市文化会館 6月12日 岩手県民会館 6月14日 やまぎんホール（山形県県民会館） 6月21日 長良川国際会議場 メインホール 6月22日 長良川国際会議場 メインホール 6月30日 中標津町総合文化会館 しるべっとホール 7月2日 北斗市総合文化センター かなで～る 7月4日 小樽市民会館 7月10日 周南市文化会館 7月12日 島根県民会館 7月18日 宮崎市民文化ホール アリーナ公演 10月19日 横浜アリーナ 10月20日 横浜アリーナ 11月2日 神戸ワールド記念ホール 11月3日 神戸ワールド記念ホール 特別追加地方無観客ライブ 11月16日 屋那覇島 | |                 |
| 2019年          | ゴールデンボンバークリスマスライブ ～聖夜の再陀魔～                                                      | 12月24日(火)大宮ソニックシティ | ファンクラブ限定ライブ。                                                                                                |                 |
| 2020年          | ゴールデンボンバー「去年の無人島より100倍マシ ～電気があるって素晴らしい～」                             | 8月1日(水) | 配信限定ライブ |                 |
| 2020年          | ゴールデンボンバー全国縦断無観客ライブ「エアーツアー」                                                   | 10月16日(金)エアーツアー〜気持ちは北海道〜 10月17日(土)エアーツアー〜気持ちは大阪〜 10月18日(日)エアーツアー〜気持ちは沖縄〜 | 配信限定ライブ |                 |
| 2020年          | ゴールデンボンバークリスマスライブ 〜聖夜の夢漢却廃神〜                                                  | 12/24(木) | 配信限定ライブ |                 |
| 2021年          | ゴールデンボンバー全国ツアー2021「楽器を弾いたらサヨウナラ」                                             | 3月13日(土)沖縄コンベンションセンター 劇場棟 3月14日(日)沖縄コンベンションセンター 劇場棟 3月22日(月)リンクステーションホール青森(1日2公演) 3月31日(水)ホクト文化ホール・大ホール(1日2公演) 4月3日(土)静岡市民文化会館 大ホール(1日2公演) 4月4日(日)四日市市文化会館 第1ホール(1日2公演) 4月8日(木) コーチャンフォー釧路市民文化ホール(1日2公演) 4月10日(土)札幌文化芸術劇場 hitaru(1日2公演) 4月11日(日)札幌文化芸術劇場 hitaru(1日2公演) 4月15日(木)金沢歌劇座(1日2公演) 4月16日(金)オーバード・ホール(1日2公演) 4月19日(月)ベイシア文化ホール・大ホール(1日2公演) 4月22日(木)仙台サンプラザホール(1日2公演) 4月23日(金)仙台サンプラザホール(1日2公演) 4月27日(火)名古屋国際会議場センチュリーホール(1日2公演) 4月28日(水)名古屋国際会議場センチュリーホール(1日2公演) 5月2日(日)高崎芸術劇場・大劇場(1日2公演) 5月5日(水)愛媛県県民文化会館 メインホール(1日2公演) 5月7日(金)川商ホール 第1ホール(旧：鹿児島市民文化ホール 第一)(1日2公演) 5月8日(土)市民会館シアーズホーム夢ホール(熊本市民会館) (1日2公演) 5月11日(火)とうほう・みんなの文化センター 大ホール(1日2公演) 5月12日(水)新潟テルサ(1日2公演) 5月15日(土)周南市文化会館 (1日2公演) 5月16日(日)米子コンベンションセンター BiG SHiP(1日2公演) 5月21日(金)森のホール21(1日2公演) 5月31日(月)大宮ソニックシティ(1日2公演) 6月4日(金)和歌山県民文化会館(1日2公演) 6月30日(水)ロームシアター京都 メインホール (1日2公演) 6月27日(日)広島文化学園HBGホール(1日2公演) 6月28日(月)広島文化学園HBGホール(1日2公演) 7月19日(月)神戸国際会館 こくさいホール(1日2公演) 〈追加公演〉 7月3日(土)福岡国際センター 7月4日(日)福岡国際センター 7月10日(土)ぴあアリーナMM 7月11日(日)ぴあアリーナMM 7月24日(土)ぴあアリーナMM 7月25日(日)ぴあアリーナMM 8月14日(土)神戸ワールド記念ホール 8月15日(日)神戸ワールド記念ホール     | 2020年開催予定を翌年に延期したもの                                                                                      |                 |
| 2021年          | 「ゴールデンボンバークリスマスライブ ～聖夜の幽漢脚(多分)～」                                            | 12/23(木)TACHIKAWA STAGE GARDEN | 中止 |                 |
| 2022年          | ゴールデンボンバー ファンクラブ「マルキン」会員限定イベント ～金爆の夏、日本のケツ～                     | 6月8日(水)仙台サンプラザホール 6月17日(金)カナモトホール 6月25日(土)新潟県民会館 7月2日(土)日本特殊陶業市民会館フォレストホール 7月3日(日)日本特殊陶業市民会館フォレストホール 7月13日(水)グランキューブ大阪メインホール 7月14日(木)グランキューブ大阪メインホール 7月16日(土)福岡市民会館 7月28日(木)LINE CUBE SHIBUYA 7月29日(金)LINE CUBE SHIBUYA | ファンクラブ限定ライブ                                                                                                  |                 |
| 2022年          | ゴールデンボンバークリスマスライブ～聖夜の幽漢脚～                                                       | 12/25(日)市原市市民会館 | ファンクラブ限定ライブ                                                                                                  |                 |
| 2023年          | ゴールデンボンバー全国ツアー2023「振り返ればケツがいる」                                                 | 3月25日(土)ベイシア文化ホール大ホール（FC限定) 4月14日(金)けんしん郡山文化センター・大ホール 4月16日(日)リンクステーションホール青森 4月22日(土)神戸国際会館 こくさいホール 4月23日(日)神戸国際会館 こくさいホール 4月29日(土)日本特殊陶業市民会館フォレストホール 4月30日(日)日本特殊陶業市民会館フォレストホール 5月4日(木)本多の森ホール 5月6日(土)新潟県民会館 5月10日(水)大宮ソニックシティ 大ホール 5月15日(月)カナモトホール 5月16日(火)カナモトホール 5月27日(土)上野学園ホール 5月28日(日)上野学園ホール 6月3日(土)仙台サンプラザホール 6月4日(日)仙台サンプラザホール 6月16日(金)松山市民会館 大ホール 6月19日(月)福岡サンパレス ホテル＆ホール 6月20日(火)福岡サンパレス ホテル＆ホール 6月24日(土)那覇文化芸術劇場なはーと 6月25日(日)那覇文化芸術劇場なはーと 7月1日(土)米子コンベンションセンター BiG SHiP 7月5日(水)オリックス劇場 7月6日(木)オリックス劇場 8月5日(土)東京ガーデンシアター 8月6日(日)東京ガーデンシアター | |                 |